# Columbia Island
Columbia Island is een eiland in de Potomac in Washington D.C. In 1968 werd het eiland omgedoopt tot het Lady Bird Johnson Park ter ere van Lady Bird Johnson, de vrouw van president Lyndon B. Johnson, en haar comité voor een mooiere hoofdstad. Het comité gaf de aanzet tot het planten van honderden bomen en duizenden bloemen op het eiland in 1965.
Het Columbia Island is verbonden met het centrum van Washington via de Arlington Memorial Bridge. Vanaf de Arlington National Cemetery via de Arlington Memorial Walk, en vanuit Noord-Virginia door de George Washington Memorial Avenue. Het Pentagon is zichtbaar aan de westkant van het eiland in de buurt van de jachthaven op het zuidelijke puntje.